# Lalla Manoubia
Lalla Manoubia (arabe : للا المنوبية soit Lalla Mannūbiyya) ou Al-Sayida Manoubia (السيدة المنوبية), son vrai nom est Aïcha Al-Manoubia (عائشة المنوبية), née en 595/1198-1199 à La Manouba un village à quelques kilomètres de Tunis. et morte en avril 665/1267, c'est une une grande figure mystique maghrébine médiévale dotée dans le grand Tunis de 2 zawiyas.
Lalla Manoubia est l'une des rares saintes médiévales à être créditées d'un recueil hagiographique , Kitāb Manâqib al-Sayyida 'Āisha al-Mannūbiyya, parue en Tunisie en 1344/1925, rédigé par l'imam de la mosquée de La Manouba, un hommage très rare pour une femme, il révèle des dimensions spirituelles importantes où la sainte revendique ouvertement le statut de « pôle des pôles ». Le titre de « pôle des pôles » (Qutb al-Aqtab) est l'un des plus hauts rangs spirituels dans la tradition soufie, désignant une figure centrale autour de laquelle tout l'univers spirituel gravite. Le pôle est considéré comme le médiateur entre Dieu et la création, et celui qui détient une connaissance parfaite des mystères divins. Dans Salât al-Mubârakâ, il est dit: «Il est le pôle autour duquel pivotent les cieux et les pôles... il est l’origine de toute chose, la source de toute connaissance». Aïcha al-Mannûbiya revendique ce titre en se positionnant comme une héritière spirituelle des prophètes, notamment du Prophète Muhammad. Son rôle est décrit comme celui d'une gardienne de l'ordre cosmique et d'une détentrice du "tasrîf", c'est-à-dire le pouvoir de gérer les affaires spirituelles sur Terre . Selon Ibn 'Arabi, le pôle de chaque époque est celui qui incarne la réalité muhammadienne (haqîqa muhammadiyya), une fonction qui n'est pas limitée aux hommes mais à laquelle les femmes peuvent également prétendre. Ainsi, Aïcha al-Mannûbiya est reconnue dans la tradition soufie nord-africaine comme ayant atteint cette dignité spirituelle suprême.
Elle étudie les hadîths et les sciences de la jurisprudence islamique après avoir reçu sa formation d'Abou Hassan al-Chadhili dont elle est une élève. Ce dernier la nomme même à la tête de son ordre, la Chadhiliyya, lui conférant le statut de pôle de la confrérie, dirigeant de ce fait des imams. Elle va jusqu'à prier à la mosquée Zitouna de Tunis en compagnie des hommes, ce qui constitue un « fait révolutionnaire dans l'histoire du monde musulman ».
Lalla Manoubia était considérée comme la sainte protectrice de sa région (La Manouba), attirant une vénération égale à celle de Sidi Bou Saïd au cap Carthage, de Sidi Mahrez, Sidi Belhassen et Sidi Ben Arous à Tunis. Elle est perçue comme une guide spirituelle majeure qui a enseigné à ses disciples les vérités mystiques et les a accompagnés dans leur quête du divin. Dans son testament spirituel (wasiyya), elle recommande à ses proches disciples de persévérer dans la recherche de la vérité intérieure et de se détourner des plaisirs matériels, ce qui renforce son rôle de cavalière menant les autres vers Dieu . Ainsi, son rôle de "Cavalière des Cavaliers" illustre sa capacité à guider son époque sur le plan spirituel tout en assumant pleinement sa dignité de leader mystique.

## Biographie

### Son village natal
Le village natal de ʿĀisha al-Mannūbiyya est situé à La Manūba, à environ six kilomètres à l'ouest de Tunis. Selon l'hagiographe, elle serait née en 595 de l'Hégire (1198-1199). Ce village fait partie d’une ceinture de vergers et de jardins entourant la ville de Tunis, assurant ainsi son approvisionnement en fruits et légumes frais. Au nord de La Manūba se trouvent les localités d’Ariana et de Carthage, tandis qu’à l’ouest se situent Manouba et Gharyāna, et au sud Fahs Murnāq. Le village est caractérisé par ses nombreuses cultures maraîchères et ses plantations d’arbres fruitiers, notamment des orangers, des pommiers, des pêchers et des figuiers. Ces terres agricoles comprenaient généralement un puits, un moulin à eau et une tour habitée (appelée būrj) par les familles de cultivateurs. Les vergers et jardins entourant Tunis étaient bien aménagés. Ils comportaient des tours larges et carrées, des citernes et des puits où un système ingénieux permettait de puiser l’eau grâce à un chameau aux yeux bandés, tirant l’eau à l’aide de godets disposés sur une roue. À l’ouest de La Manūba, dans les villages de Ṣā’iġh et de Bāja (Bājat Mannūba), des plantations d’oliviers formaient une seconde ceinture autour de la ville de Tunis, renforçant ainsi l’importance agricole de cette région dans l’économie locale. Le village de La Manūba, en plus d’être un centre de culture agricole, jouait un rôle essentiel dans l'approvisionnement en denrées alimentaires de la ville voisine.

### Jeunesse en rupture
Issue d'une famille du faubourg de La Manouba, Lalla Manoubia vit une enfance paisible dans cette fin du XIIe siècle et ce début du XIIIe siècle. Son père, qui veille à l'instruire, la confie à l'enseignement coranique. Très vite, elle fait montre d'élans mystiques et désire mieux pénétrer les mystères de l'islam. À l'âge de neuf ans, elle est très différente des autres enfants : c'est une enfant prodige mais on la considère comme anormale et plus tard on la traitera de folle. À douze ans, elle éprouve le besoin de s'isoler dans les vergers aux environs du village, peut-être pour méditer ou pour prier.
ʿĀisha al-Mannūbiyya en tant que sainte est perçue comme une figure d’émancipation féminine au Maghreb médiéval, notamment en raison de deux aspects majeurs de sa vie : son refus du mariage et son retrait volontaire des cadres sociaux traditionnels. En choisissant de ne pas se marier, elle se libérait des contraintes imposées aux femmes de son époque, qui étaient généralement destinées à devenir épouses et mères sous la tutelle masculine. En quittant  son village natal pour Tunis, elle sortait des normes sociaux  pour s’imposer dans l’espace public en tant que figure spirituelle, défiant ainsi les protections patriarcale qui limitaient la prise de parole des femmes. Ce parcours atypique pourrait être interprété comme une quête de liberté individuelle et une affirmation de son autorité mystique. Pourtant, il est essentiel de préciser qu'aucun texte hagiographique ne soutient explicitement cette lecture. Cette interprétation repose avant tout sur une reconstitution historique à partir des écrits qui lui sont associés et sur une analyse des réalités sociales et économiques de l'époque. La société maghrébine médiévale, marquée par le poids patriarcale, laissait peu de place aux femmes pour s'émanciper en dehors du cadre familial, ce qui rend le parcours d’Aisha d’autant plus singulier.

### Méditation et dévotion
Lalla Manoubia s'installe alors au cœur de Tunis, non pas dans la médina mais en dehors de l'enceinte, dans le faubourg populaire d'El Morkadh. Elle se garde de compter sur le soutien de ses fidèles et préfère travailler, rompant ainsi avec l'image de la femme entretenue. Pieuse, elle traverse Tunis « pauvrement vêtue et le visage découvert, n'hésitant pas à converser publiquement avec les hommes ». Elle travaille pour gagner sa vie et pratique l'aumône, partageant ses maigres ressources avec les femmes en détresse, se plaçant ainsi du côté des faibles, des marginaux et des opprimés qu'elle soutient et réconforte par sa charité et sa spiritualité.
Ses actions la rendent célèbre et d'une qualité morale incontestable mais en font aussi l'incarnation d'un certain contre-pouvoir : elle prolonge dans son parcours la révolte contre le symbole de l'autorité aliénante. Son antagonisme vis-à-vis des pouvoirs publics se mue en un affrontement de plus en plus violent entre une religion officielle régie par un malikisme hégémonique et une forme populaire de religiosité contestataire et maraboutique.
Femme à la personnalité forte et très instruite, elle demeure célibataire et partage son savoir et son instruction religieuse avec les hommes, même si cela ne plaît pas aux réformateurs musulmans. Ceux-ci ont d'ailleurs cherché de tous temps à canaliser le mysticisme féminin qu'ils finissent par considérer comme une déviance tellement il déborde, à leurs yeux, des cadres habituels de l'expression de la piété. Lalla Manoubia est crainte par ses homologues masculins par peur du désordre qu'éveille sa conduite ou sa beauté. Ses détracteurs n'hésitent pas à l'accuser de tous les maux dont la débauche et le libertinage : ses accusateurs rapportent qu'elle se retire sur les hauteurs du djebel Zaghouan, parfois en compagnie de son fidèle préféré, pour y méditer sur la passion de Dieu et « savourer les plaisirs de l'amour ». On raconte que s'il lui reste une pièce de monnaie dans sa poche, sans qu'elle ne la donne comme aumône, elle dit que cette nuit son culte est manquant.
Crainte ou aimée, elle est malgré tout sollicitée aussi bien par des hommes que par des femmes en difficulté pour sa capacité à entrer en contact avec le monde invisible peuplé d'esprits, de saints et de prophètes qui sont perçus comme des intermédiaires entre les hommes et Dieu. Certains oulémas prennent même l'habitude de se déplacer à son domicile le jour de l'Aïd al-Adha pour lui présenter leurs vœux. Lorsqu'elle meurt en 1267, sous le règne du sultan Abû `Abd Allah Muhammad al-Mustansir, toute la ville de Tunis suit son cortège funèbre jusqu'au cimetière El Gorjani où son mausolée a été sauvegardé dans la verdure.

## Mausolées
Après sa mort, elle est inhumée sur l'une des collines de Tunis où elle a l'habitude de se retirer pour prier. Deux zaouïas lui sont dédiées, l'une autour de sa maison natale à La Manouba et l'autre à Tunis, dans le quartier de la Sayida sur les hauteurs de Montfleury ; cette dernière est restaurée en 1993.
Au XIXe et au début du XXe siècle, les beys lui rendent visite dans sa zaouïa de Tunis lors de parcours rituels effectués à l'occasion de l'Aïd al-Adha. Jusqu'au début du XXe siècle, Lalla Manoubia est considérée comme la sainte de Tunis et bénéficie de la vénération des grandes familles de la ville. Jusqu'à la fin des années 1950, les sanctuaires de la sainte sont en effet fréquentés principalement par des familles de beldis. Même chez les grandes familles bourgeoises qui ont quitté le centre pour investir de nouveaux quartiers, délaissant ainsi les sanctuaires, l'attachement à Lalla Manoubia et à ces rituels demeure tout comme la nostalgie de ce mode de religiosité, de l'ambiance et des émotions qu'il implique. Par la suite, d'autres endroits, en particulier au djebel Zaghouan, font l'objet de pèlerinages. Sa sépulture est visitée, les lundis et vendredis, par les femmes de toutes classes et de toutes origines afin d'obtenir l'exaucement de leurs vœux ou obtenir la guérison de malades ; les adeptes viennent aussi le dimanche participer à la cérémonie de transe animée par des officiantes femmes.
Le tombeau, ainsi que tout ce que contient le mausolée de La Manouba comme meubles, sont ravagés par un incendie criminel à l'aube du 16 octobre 2012,.

## Héritage
En 1974, l'écrivain Jacques Revault affirme : 

« Une mention spéciale doit être faite du disciple tunisien le plus remarquable de Sidi Abû l-Hasan, une femme, la fameuse Sayyida A‘isa al-Manubbiya, ou Lalla Mannubiya. Elle était du village de la Manouba, à six kilomètres à l'Ouest de Tunis, où dès l'âge de douze ans, à la suite de visions, sa vocation se manifesta. Adulte, imprégnée de l'enseignement d'Abu l-Hasan, elle vécut à Tunis, sauf quelques retraites à Zaghouan. Elle allait vêtue misérablement, à travers les rues, de préférence dans les nouveaux quartiers hafsides, affectant l'allure excentrique d'une démente (mahbula) ; mais on lui attribuait des miracles, et le peuple la respectait. Des ulémas ayant réclamé l'arrestation de cette femme dont l'extravagance et la libre conduite au milieu des hommes faisaient, pour d'aucuns, scandale, le souverain lui-même se serait opposé à ce qu'on portât la main sur un personnage aussi populaire, et dont la vengeance eût été redoutable. Certains fonctionnaires du culte officiel ne craignaient pas de rendre hommage à ses mérites et à sa vertu. Elle mourut en rajeb 665/avril 1267, et fut inhumée au point le plus élevé de la hauteur qui domine Tunis au Sud-Ouest, au lieu qui prit dès lors le nom de « La Manoubiya » (al-Mannubiyya). Sa tombe est toujours visitée, aux jours qu'elle avait indiqués elle-même de son vivant, le lundi et le vendredi, particulièrement par les femmes atteintes de stérilité. »

Lalla Manoubia incarne non seulement l'aspect spirituel et moral mais aussi la condition de la femme tunisienne au XIIIe siècle et les préoccupations et désirs de l'homme. Elle est une incarnation étonnante dans le contexte de la société de la fin du XIIe siècle : révolte contre l'autorité du père, rejet de l'institution du mariage et adoption de l'état de célibat accompagné d'un militantisme omniprésent. Cela a été perçu comme suffisant pour susciter une aura partagée de peur et de vénération. Par ailleurs, les histoires populaires et pratiques rituelles des saints et des saintes de Tunis soulignent que le rapport à l'espace est déterminé selon le sexe. Seule Lalla Manoubia fait exception à la règle : la femme sainte ne prend pas part au voyage initiatique. Néanmoins, elle quitte le domicile paternel pour prêcher à Tunis, reçoit et partage son instruction religieuse avec les hommes (contrairement aux autres saintes).